# Дёмин, Анатолий Николаевич
Анатолий Николаевич Дёмин (15 января 1954, Балашиха, Московская область, РСФСР — 23 января 2017, Киевская область, Украина) — советский хоккеист, нападающий, бронзовый призёр чемпионата СССР (1985), серебряный призёр чемпионата Австрии (1986), мастер спорта СССР.

## Биография
Анатолий Дёмин родился 15 января 1954 года в подмосковной Балашихе. Его отец был рабочим, а мать — санитаркой. В возрасте десяти лет записался в хоккейную секцию, где его первым тренером был Виктор Мансуров. С 15 лет Анатолий работал на заводе, был учеником фрезеровщика. В 1971—1972 годах выступал за хоккейную команду «Рубин» из Балашихи, тренировался у Владимира Елизарова. Когда Елизаров собрался переезжать в Ухту (Коми АССР), он пригласил своего воспитанника с собой. В Ухте в 1972—1976 годах играл за местный клуб «Нефтяник», выступавший во второй группе класса «А»  чемпионата СССР.
В 1976 году команда «Нефтяник» была расформирована, и Дёмин перешел в хоккейный клуб «Сокол» (Киев), который в то время выступал в первой лиге чемпионата СССР. Первую игру за киевский клуб он провёл в Ленинграде, где проходил турнир на призы газеты «Советский спорт» — выйдя на лёд за десять минут до конца встречи в матче против местного СКА, он забросил две шайбы.
В сезоне 1977—1978 годов Дёмин перешёл в московский «Спартак», который играл в высшей лиге чемпионата СССР. Сыграв в составе «Спартака» только один матч и не забросив ни одной шайбы, он решил вернуться обратно в «Сокол». Впоследствии он вспоминал: «Но сердце моё как-то сразу прикипело к „Соколу“. Тайком собрал вещи и рванул в Киев. Разразился скандал. Но потом всё улеглось, и я надолго стал игроком украинского клуба». По словам Дёмина, он твёрдо решил: «Какие бы коврижки мне не предлагали, „Сокол“ уже не покину».
За киевский «Сокол» Дёмин выступал до 1985 года, в 1978—1982 годах был капитаном команды. В 1976—1978 годах, когда киевский клуб выступал в первой лиге чемпионата СССР, он забросил 46 шайб в 101 матче. В 1978 году «Сокол» вышел в высшую лигу, а в сезоне 1984—1985 годов завоевал бронзовые медали чемпионата. Всего за время выступлений в высшей лиге чемпионата СССР Дёмин забросил 96 шайб в 303 матчах, а также записал на свой счёт 43 голевые передачи. Больше всего шайб — 22 — он забросил в сезоне 1980—1981 годов. В матче против ижевской «Ижстали», который состоялся в октябре 1984 года, ему удалось забросить четыре шайбы. В «Соколе» партнёрами Дёмина по тройке нападения в разные годы были Евгений Шастин, Олег Исламов, Владимир Еловиков, Анатолий Степанищев и Сергей Земченко. В конце 1982 года — начале 1983 года вместе со своей командой Дёмин принял участие в выездной серии матчей с олимпийской сборной Канады. Из восьми матчей «Соколу» удалось победить в семи встречах. Этот результат рассматривался как сенсация, а заокеанские газеты называли «Сокол» «командой уровня НХЛ».
В 1985 году, после окончания столь успешного для «Сокола» «бронзового» сезона, Дёмин решил закончить выступления. В частности, это было связано с тем, что, по его словам, «травмы замучили — то одна рука, то вторая, то спина». Он попросил дать ему поработать детским тренером, но, когда он выехал на сбор в пионерский лагерь, то его оттуда отозвали — Госкомспорт СССР предложил ему выехать в Австрию для выступлений за хоккейный клуб «Фельдкирх» из одноимённого города. Дёмин согласился, и при этом, по его словам, он «оказался первым игроком в Советском Союзе, который отправился выступать в капстрану». За «Фельдкирх», выступавший в высшем дивизионе чемпионата Австрии, Дёмин провел два сезона, с 1985 по 1987 год, проведя 75 матчей и забросив 65 шайб в ворота соперников. В 1986 году вместе со своим клубом завоевал серебряные медали чемпионата Австрии по хоккею.
После окончания игровой карьеры Дёмин работал тренером в «Соколе» и хоккейном клубе «Донбасс», а также тренировал молодёжную сборную Украины по хоккею. Скончался 23 января 2017 года на своей даче под Киевом. Похоронен на Байковом кладбище в Киеве.

## Достижения
- Бронзовый призёр чемпионата СССР по хоккею — 1985[1].
- Серебряный призёр чемпионата Австрии по хоккею — 1986[2][9].